# Andrea Carrea
Andrea „Sandrino“ Carrea (* 14. August 1924 in Gavi; † 13. Januar 2013 in Cassano Spinola) war ein italienischer Radprofi.

## Sportliche Laufbahn
Ab 1940 war Andrea Carrea, von Beruf Maurer und Fuhrmann, als Amateur aktiv und fuhr in der national erfolgreichen Mannschaft Siof di Pozzolo Formigaro. Von 1943 bis 1945 war er in Deutschland im KZ Buchenwald inhaftiert. Nach dem Zweiten Weltkrieg gewann er mehrere Amateur-Rennen, wie 1950 die Trofeo Torino–Biella oder Mailand–Tortona. Sein Heimatort Cassana Spinola liegt nur wenige Kilometer von dem der Familie Coppi entfernt. Als er beim Bruder von Fausto Coppi, Serse, als Maurer arbeitete, wurde dieser auf ihn aufmerksam.
Von 1949 bis 1958 war Carrea Profi. Er war während seiner gesamten Radsportkarriere fedelissimo (ital.=treuester) Gregario von Coppi, gemeinsam mit Ettore Milano. Bei der Tour de France 1952 fuhr er auf der neunten Etappe von Mülhausen nach Lausanne in einer Ausreißergruppe mit dem späteren Etappensieger Walter Diggelmann und fand sich unerwartet als Träger des Gelben Trikots wieder. Er erfuhr die Nachricht erst, als er schon im Hotel in der Badewanne lag, und sich der blinde Masseur Biagio Cavanna und andere Fahrer in das Badezimmer drängelten, um ihm zu gratulieren. Carrea brach jedoch in Tränen aus und beteuerte: „Das wollte ich wirklich nicht … .“ Erst als ihm Coppi persönlich versicherte, er habe das Gelbe Trikot verdient und ihm ebenfalls gratulierte, beruhigte Carrea sich wieder. Seine Ergebenheit und sein Pflichtgefühl Coppi gegenüber gingen so weit, dass er am nächsten Morgen im Gelben Trikot Coppis Radschuhe putzte. In der Gesamtwertung der Tour belegte er schließlich den neunten Platz.
Bei den UCI-Straßen-Weltmeisterschaften 1954 in Solingen wurde Carrea Elfter. Er startete acht Mal beim Giro d’Italia und zweimal bei der Tour de France (1951 und 1952). Weitere große Erfolge blieben ihm jedoch verwehrt. 
Ein italienischer Sänger, der selbst mal Radrennfahrer gewesen war, komponierte das Lied Un giorno, per un giorno, vorrei essere Carrea (ital.= ein Tag, für einen Tag, möchte ich Carrea sein).